# Tamba euryodia
Tamba euryodia är en fjärilsart som beskrevs av Louis Beethoven Prout 1932. Tamba euryodia ingår i släktet Tamba och familjen nattflyn. Inga underarter finns listade i Catalogue of Life.

## Bildgalleri

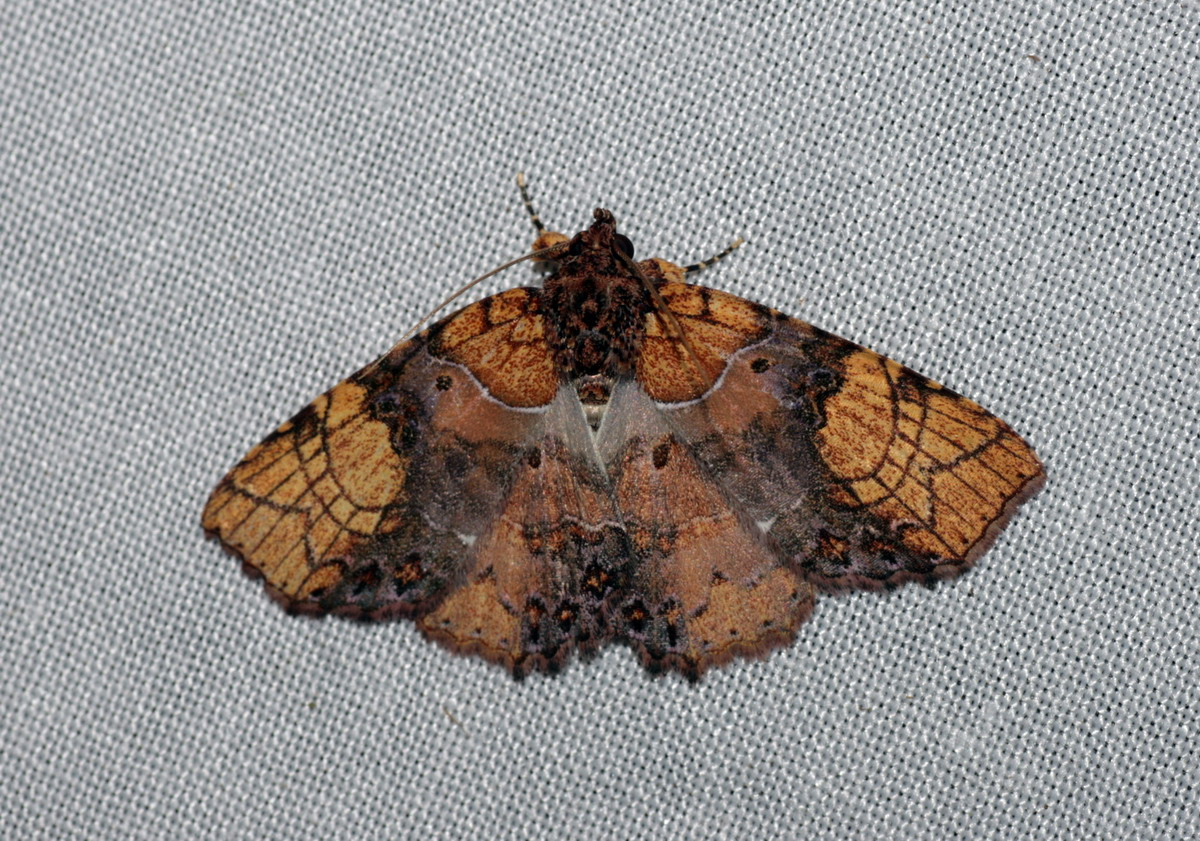
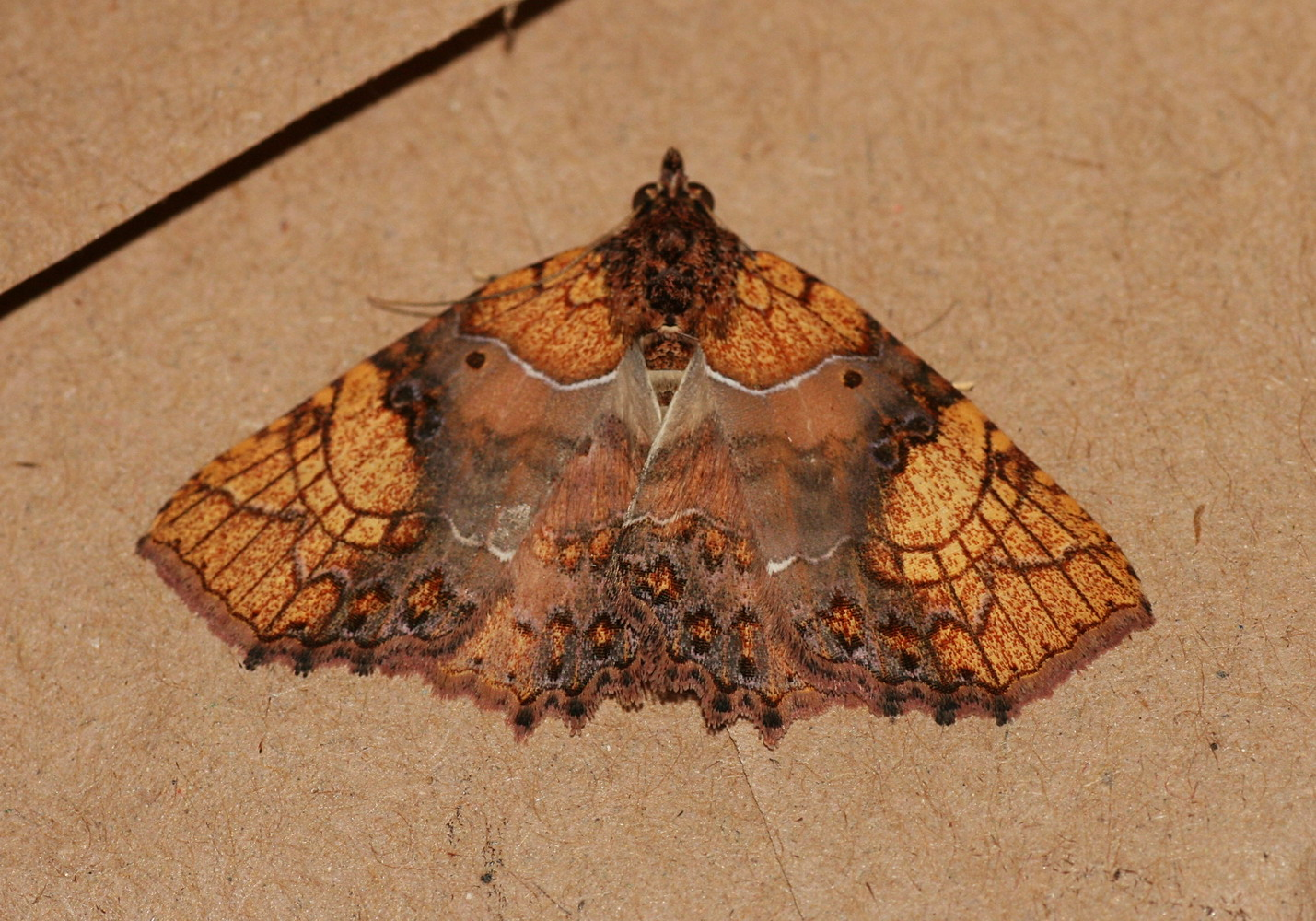